# 今安琴奈
今安 琴奈（いまやす ことな、1994年7月8日 - ）は、日本の女優。兵庫県出身。

## 人物
兵庫県生まれ、2歳よりTV番組、CM出演、子ども服スチールモデルなどを始める。同時期より、ジャズダンス、バレエ、タップダンスなどを習い始め、2歳4ヶ月の時、大阪厚生年金会館（現オリックス劇場）で初舞台に立つ。3歳の頃、劇団東俳大阪校に所属。8歳で出演したダンスコンテストで準優勝。
は〜もに〜らんどオリジナルミュージカルの全ての振付を担当。現在は演出も行う。
趣味は 、ディズニーに関すること全般（観る、聴く、歌う、集める）。好きなキャラクターはデイジーダック　

## 出演

### モデル
- 1997年 子供服スチールモデル西松屋
- 2002年 生活科2年生教科 啓林館
- 2020年〜「きもの利休」「藤娘きぬたや」オフィシャルモデル

### 専属キッズダンサー
- 2005年 プロバスケットボールbjリーグ大阪エヴェッサ
- 2008年 プロ野球オリックス・バファローズ

### ミュージカル
ファミリーミュージカル
1999年 -
- マリア
- トムとハックと子どもたち
- いつか世界が変わるとき
- OZ
- トムとハックと子どもたち

は〜もに〜らんどオリジナルミュージカル 出演、演出、振付
- 2005年 「クリスマスショー」 出演、振付
- 2007年 「葉っぱの物語 〜生きるということ〜」 5月初演、2012年8月リメイク
- 2007年 「クリスマスのおくりもの 〜大切なあなたへGift Of Love〜」 7月初演、毎年リメイク
- 2012年 「虹をわたって〜オズの教えてくれたこと〜」 3月初演、2016年再演
- 2014年 「希望を持って〜災害が教えてくれたこと〜」 1月初演
- 2016年 「葉っぱの物語〜生きるということ〜」 アトリエ公演開始（大阪豊中）2月初演 東京公演、奈良公演、名古屋公演、西宮公演、箕面公演、大阪公演 他
- 2016年 「クリスマスのおくりもの 〜大切なあなたへGift Of Love〜」 12月アトリエ公演初演
- 2017年 「生きるということ〜葉っぱの物語」 大阪公演 愛媛公演

イマジンミュージカル
- 2003年 アルプスの少女ハイジ
- 2004年 マルコ〜母をたずねて三千里〜
- 2005年 赤毛のアン
- 2006年 あしながおじさん

ユーキース・エンタテインメント
- 2013年 「アブニール夢見が丘～壁一枚の物語～」 アカネ役
- 2013年 「明日への扉」 美保役 骨髄移植推進キャンペーンミュージカル
- 2014年 「バックホーム」もりこ 役 第2回園田英樹演劇祭
- 2014年 「番外かいっっっっ！！」 前園役
- 2014年 「5色ロケットえんぴつ」 主演
- 2015年 「王子コメディーショー」 園田英樹演劇祭Plus
- 2015年 「たりない写真、歌えなかった唄のために」 栗原ミサキ役
- 2015年 「谷中コメディーショー」 即興演劇 第3回園田英樹演劇祭
- 2015年 「ロマンス」 小泉今日子役 第3回園田英樹演劇祭
- 2015年 「姦しく嬲る」
- 2015年 「おかまちコメディーショー」 即興演劇
- 2015年 「ミュージカルバックホーム」 もりこ役 振付
- 2015年 「吾木香～ワレモコウ～」 G&Gアクターズファクトリー 出演 振付 演出助手
- 2015年 「おかまちコメディーショー2」 即興演劇
- 2015年 「MERRY DANCE  MASS ＋OvOv」 振付 演出
- 2016年 「おかまちコメディーショー3」 即興演劇
- 2016年 「ミュージカルバックホーム」 もりこ役 振付（第4回園田英樹演劇祭）
- 2016年 「新宿コメディーショー」 即興演劇（第4回園田英樹演劇祭）
- 2016年 OvobインプロLIVE 即興演劇 キャプテン （スタジオ ユーキース）
- 2017年 OvobインプロLIVE 即興演劇 キャプテン （スタジオ ユーキース）
- 2017年 「1000万ドルの夜景」 中西有希子役

### 舞台
- 2016年 「わたしの名は…清子…〜誤診から生まれた看護師・井深八重の生涯〜」 主演 井深八重役[1]劇団BIGMOUSE公演
- 2016年 「スポットライト（BACK STAGE STORY）」 好江役 有限会社バンプランニング
- 2017年 舞台版「ロードス島戦記 灰色の魔女」 ラーム役[2]
- 2017年 星空ハーモニー 宍倉陽子役[3] Southern'X
- 2017年 Diy Yet～正しい寿命の減らし方～ カナリヤ役[4]
- 2017年 舞台版「あいたま」 大類苫子役 [5]
- 2018年「#秘密基地の桜」 おーちゃん役 [6]
- 2018年 鯛プロジェクト第２回公演「愛なき世界のスイート・ツイート」山海望美役[7]

### 映画
- サブちゃん（2016年、柏原寛司監督、 富士山河口湖映画祭） - 沙紀役
- いまダンスをするのは誰だ?（2023年、古新舜監督） - 落合若菜役

### CM
- 2016年1月 - 3月「クリニコ」

### TV
- 2017年「ビンゴ5」パフォーマンス兼アシスタント オープニングダンス振り付け

### ラジオ
- 2012年10月 - 2021年3月「志保のは〜もに〜らんど」 (FM aiai)
- 2020年10月 - 「PRESIDENT STATION」（ミュージックバード）

### Web
- 2018年　Beyond2020認定作品「小岩セブンズ」石川　長閑役
- 2020年　ZOOM劇場 オンラインノミ　アッコ役
- 2020年　ZOOM劇場 オンラインノミ2 かえで役
- 2020年　ZOOM劇場 オンラインノミ３みか役／えいこ役